# Harald Heinrichs
Harald Heinrichs (* 1970) ist ein deutscher Soziologe. Er ist Professor für Nachhaltigkeit und Politik an der Leuphana Universität Lüneburg.
Heinrichs studierte 1992 bis 1998 Soziologie, Politikwissenschaft und Wirtschaftspolitik an der Westfälischen Wilhelms-Universität Münster.  2002 promovierte er in Soziologie an der Universität Stuttgart (in Kooperation mit dem Forschungszentrum Jülich) zum Thema Politikberatung in der Wissensgesellschaft – Eine Analyse umweltpolitischer Beratungssysteme. Von 1999 bis 2000 war er Gastwissenschaftler an der Tufts University in den USA. Am Forschungszentrum Jülich war er Postdoc von 2001 bis 2004, ab 2002 war Heinrichs zugleich Lehrbeauftragter für Wissenschafts-, Technik- und Umweltsoziologie an der Heinrich-Heine-Universität Düsseldorf.
Von 2004 bis 2008 war er Juniorprofessor für Partizipation und Nachhaltige Entwicklung am Institut für Umweltkommunikation der Universität Lüneburg. Von 2008 bis 2009 war er Corporate Responsibility Manager bei der Wirtschaftsprüfungsgesellschaft KPMG. Seit 2009 ist Heinrichs Professor für Nachhaltigkeit und Politik an der Fakultät Nachhaltigkeit der Leuphana Universität Lüneburg.
Heinrichs befasst sich vor allem mit der Institutionalisierung von Nachhaltigkeit in Politik und Verwaltung (1), dem Zusammenhang von Nachhaltigkeit, Politik und Wirtschaft (2), sowie der Betrachtung von Nachhaltigkeit als Konflikt-, Kommunikations- und Kooperationsprozess (3). Er führt Forschungs- und Entwicklungsprojekte zum Thema z. B.  für das Bundesforschungsministerium, die Deutsche Bundesstiftung Umwelt, das Umweltbundesamt oder den WWF durch. Er ist als Berater und Beirat für private und öffentliche Institutionen aktiv, u. a. in der Sharing Economy International Advisory Group der Stadt Seoul.

## Bücher
- Politikberatung in der Wissensgesellschaft: eine Analyse umweltpolitischer Beratungssysteme. (zugl. Diss.) Dt. Univ.-Verl. 2002, ISBN 3-8244-4512-3.
- zus. mit Peter Peters: Öffentliche Kommunikation über Klimawandel und Sturmflutrisiken: Bedeutungskonstruktion durch Experten, Journalisten und Bürger. Forschungszentrum Jülich 2005, ISBN 3-89336-415-3.
- zus. mit Heiko Grunenberg: Klimawandel und Gesellschaft: Perspektive Adaptionskommunikation. VS, Verl. für Sozialwiss. 2009, ISBN 978-3-531-15844-0.
- als Herausgeber zusammen mit Matthias Groß: Environmental Sociology: European Perspectives and Interdisciplinary Challenges. Dordrecht: Springer, 2010, ISBN 978-90-481-8729-4.
- als Herausgeber zus. mit Katina Kuhn und Jens Newig: Nachhaltige Gesellschaft: welche Rolle für Partizipation und Kooperation? VS-Verlag 2011, ISBN 978-3-531-17840-0.